# Pacific Southwest Championships 1969
Il Pacific Southwest Championships 1969 è stato un torneo di tennis giocato su campi in cemento. È stata la 43ª edizione del Pacific Southwest Championships. Il torneo si è giocato al Tennis Center di Los Angeles, dal 22 al 28 settembre 1969.

## Campioni

### Singolare
Pancho Gonzales ha battuto in finale  Cliff Richey  6–0, 7–5.

### Doppio
Pancho Gonzales /  Ron Holmberg hanno battuto in finale  Jim McManus /  Jim Osborne con il punteggio di 6–3, 6–4.